# جورج بورغ أوليفييه
جورج بورغ أوليفييه (بالمالطية: George Borġ Olivier)‏ هو سياسي مالطي، ولد في 5 يوليو 1911 في فاليتا في مالطا، وتوفي في 29 أكتوبر 1980 في سليمة في مالطا بسبب مرض. حزبياً، نشط في الحزب الوطني (مالطا). وقد انتخب عضو مجلس نواب مالطا.

## روابط خارجية
- جورج بورغ أوليفييه على موقع الموسوعة البريطانية (الإنجليزية)
- جورج بورغ أوليفييه على موقع مونزينجر (الألمانية)